# Tribunal de commerce d'Alençon
Le tribunal de commerce d'Alençon est un édifice classé Monument historique, situé à Alençon, en France.

## Localisation
Le monument est situé 6 rue du Bercail, sur la commune d'Alençon, dans le département français de l'Orne.

## Historique
Construit à la fin du XVe siècle et remanié au XVIIe siècle, le bâtiment était initialement la résidence d'une famille de la noblesse normande, les Érard de Ray, et était historiquement connu sous le nom d'hôtel Erard de Ray. Il a été de 1636 à 1666 le siège de l'Intendance de la Généralité d'Alençon.
Par un édit de mars 1710, la juridiction consulaire de la ville est installée dans l'immeuble, qui devient en 1790 le siège du tribunal de commerce.
Honoré de Balzac, qui a brièvement séjourné à Alençon en 1825 puis 1828, s'est inspiré de ce bâtiment pour décrire, dans son roman Le Cabinet des Antiques (1838), l'hôtel de la famille d'Esgrignon. 
Le greffe et le porche du rez-de-chaussée, la salle des pas-perdus et la grande salle d'audience du premier étage, aménagée en style Louis XV, sont classés au titre des monuments historiques le 12 février 1913, la tour carrée du XVe siècle  le 28 juin 1958.